# Louis Strebler
Louis Bernard Strebler (Saint Louis, Missouri, 2 de febrer de 1881 - Saint Louis, 31 de desembre de 1962) va ser un lluitador estatunidenc que va competir a primers del segle xx. El 1904 va prendre part en els Jocs Olímpics de Saint Louis, on va guanyar la medalla de bronze en la categoria de pes gall, de fins a 56,7 kg, en imposar-se a J. M. Cardwell en la lluita per la tercera posició. En aquests mateixos Jocs disputà la prova de pes ploma, on fou eliminat en quarts de final.
En acabar els Jocs decidí convertir-se en un boxejador professional, però un greu accident de trànsit que li provocà l'amputació d'un braç ho impedí.